# 贝克鸡

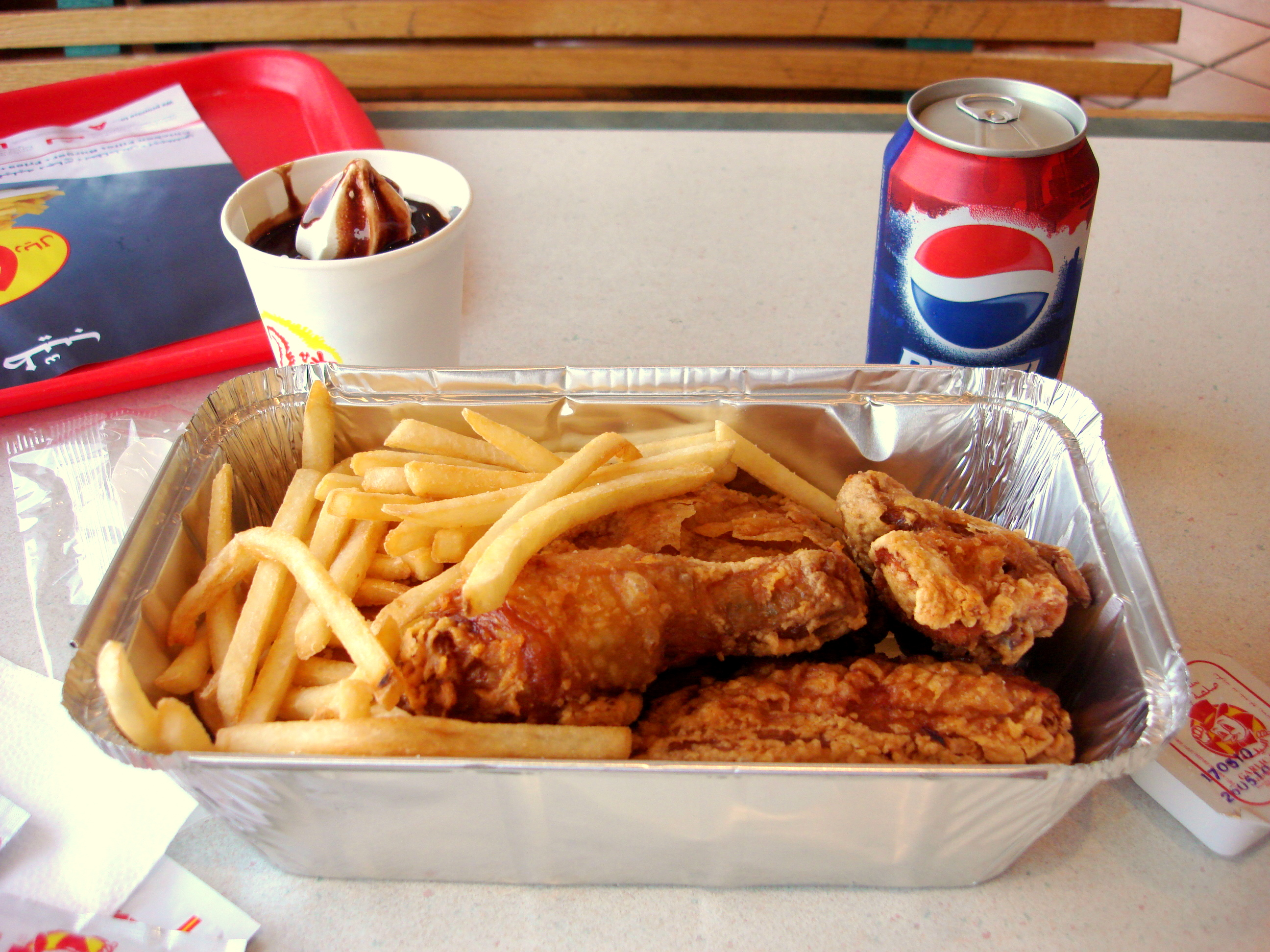
一份标准贝克鸡套餐，包括炸鸡，薯条和软饮料

贝克鸡（阿拉伯语:البيك ，英语：AL BAIK）是沙特的一家以提供炸鸡为主的快餐连锁企业。由沙特人 Shakour Abu Ghazaleh 于1970年代中期在沙特城市吉达创立雏形，病逝后由他的2个孩子经营发展而成。借鉴美式炸鸡的特点研发出适合沙特本地的口味，除了优质的服务外，价格亲民。主要在沙特，巴林和阿联酋经营。目前在沙特总共由120家门店。

## 历史
1974年，沙特人Shakour与一家国外公司签订了独家代理协议，使用专有的炸鸡料和设备进行售卖。成为沙特阿拉伯市场上第一个引入“美式炸鸡（Broast)”概念的公司。
原计划在吉达市吉达麦地那路和巴勒斯坦街十字路口开设的店铺因为电力接入问题取消。Shakour AbuGhazalah 不得不改造了在沙拉菲亚区机场路租用的旧仓库进行营业，于 1974 年 9 月在沙特阿拉伯开设了第一家 Broast 餐厅。
1976年8月14日，Shakour死于癌症。他的两个孩子Ihsan 和Rami 不得不中断学业，返回吉达以挽救企业免于倒闭。
1982年，面对激烈的市场竞争，Ihsan奔赴法国巴黎学习食品技术。
1984年，Ihsan研发18种炸鸡蘸料配方，进行摸索。
1986年，Ihsan 和他的妻子 Laila 开发了新企业标志，提出了 ALBAIK 品牌名称，并注册商标。同时对餐厅形象升级，改善包装，开发运营和生产系统。
1990年，业务拓展到麦加。
1998年，在麦加米纳区设立朝觐季节经营网点，为朝觐者服务，并开始扩张。由此被世界各地前来朝觐哈吉所知，在穆斯林世界拥有知名度。
2000年，为了支持企业进一步扩张，在吉达工业城建立姊妹公司 AQUAT Food Industries进行食品加工 。
2006年，在麦加米纳开设了世界上最大的清真快餐厨房，作为季节性餐厅，为朝觐期间的数百万朝圣者提供服务。
2018年，在利雅得开始门店。

## 品牌
根据公司历史叙述，取名AL BAIK因为它是土耳其语中用来指代重要人物的头衔。以此彰显对待每一位客户的方式，这个名字反映了企业以礼貌和尊重为客户服务的承诺。

## 经营模式
贝克鸡的经营模式是直营连锁，目前没有特许经营。

## 引用
1. ↑  . Verdict Food Service. 2020-12-28  [2022-10-04]. （原始内容存档于2022-10-07） （美国英语）.
2. ↑  ALBAIK. . www.albaik.com.   [2022-10-04]. （原始内容存档于2022-10-07） （英语）.
3. ↑  . WIRED Middle East. 2019-12-05  [2022-10-04]. （原始内容存档于2022-10-07） （英国英语）.